# Nøkkelost

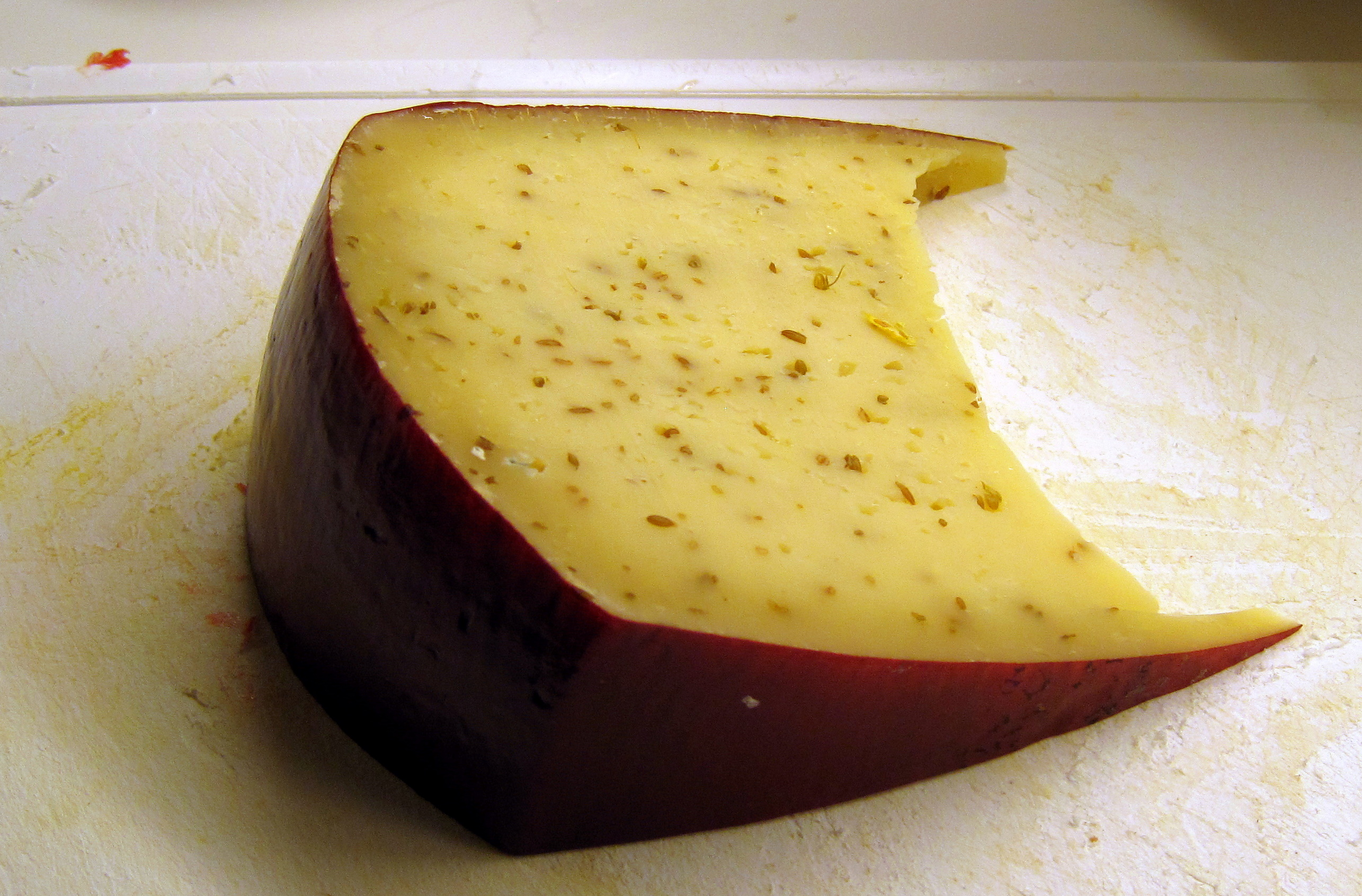
Cașcaval Leyden

Nøkkelost (norvegiană: "brânză cu chei"), cunoscută și ca Nökkelost sau kuminost (brânză cu chimen), este un sortiment de brânză norvegiană aromată cu chimen, chimion și cuișoare. Este semi-dură, de culoare galbenă și fabricată din lapte de vacă. Forma sa este adesea de roată, dar mai poate fi găsită și ca blocuri. Nøkkelost este, de asemenea, o varietate de Leyden și este fabricată încă din secolul al XVIII-lea. Perioada sa de maturare este de trei luni. 
Numele vine de la faptul că în stema orașului Leyden sunt două chei încrucișate, care erau ștampilate pe brânza Leyden.